# Ahmed Zuway
Ahmed Mahmoud Zuway (Bengasi, 28 dicembre 1982) è un calciatore libico, attaccante dello Zakho.

## Carriera

### Nazionale
Ha partecipato alla Coppa d'Africa del 2006 ed a quella del 2012.

## Palmarès

### Club

#### Competizioni nazionali
- Coppa di Libia: 2

Al-Nasr Bengasi: 2003
Al-Ittihad Tripoli: 2009
- Kuwait Emir Cup: 1

Al-Qadisiya: 2007
- Campionato libico: 3

Al-Ittihad Tripoli: 2008, 2009, 2010
- Supercoppa di Libia: 3

Al-Ittihad Tripoli: 2008, 2009, 2010